# Hiéroglyphe égyptien F7
La tête de bélier, en hiéroglyphes égyptiens, est classifiée dans la section F « Parties de mammifères » de la liste de Gardiner ; cet hiéroglyphe y est noté F7.

## Représentation
Il représente une tête de bélier (Ovis longipes palaeoaegypticus). Il est translittéré šft.

## Utilisation
| S · f | t · F7 |

| S · f | t · F7 |

d'où son utilisation en tant que déterminatif de ses homophones.

## Exemples de mots
| S · f | F7 |

| S · f | F7 |

| S · f | i | i | t · F7 | Z3 |

| S · f | i | i | t · F7 | Z3 |

| S · f | S · f | t · F7 |

| S · f | S · f | t · F7 |